# Macotera
Macotera – gmina w Hiszpanii, w prowincji Salamanka, w Kastylii i León, o powierzchni 32,93 km². W 2011 roku gmina liczyła 1268 mieszkańców.